# Рудольф Єні
Рудольф Єні (угор. Jeny Rudolf; 2 березня 1901, Будапешт, Угорщина — 27 травня 1975, там же) — угорський футболіст, що грав на позиції нападника. По завершенні ігрової кар'єри — тренер.
Виступав, зокрема, за клуби «Кішпешт» та МТК (Будапешт), а також національну збірну Угорщини.

## Клубна кар'єра
У дорослому футболі дебютував 1919 року виступами за команду клубу «Кішпешт», в якій провів п'ять сезоныв.
Своєю грою за цю команду привернув увагу представників тренерського штабу клубу МТК (Будапешт), до складу якого приєднався 1923 року. Відіграв за клуб з Будапешта наступні п'ять сезонів своєї ігрової кар'єри. Двічі з командою ставав чемпіоном Угорщини і одного разу — володарем кубка Угорщини. У 1924 році був визнаний найкращим гравцем Угорщини. У 1927 році був учасником трьох матчів кубка Мітропи, у яких забив два голи.
Через п'ять років після завершення у 1928 році активної ігрової кар'єри Єні, який на той час очолював тренерський штаб лісабонського «Спортінга», протягом 1933—1934 років провів декілька офіційних матчів за цю команду.

## Виступи за збірну
1919 року дебютував в офіційних матчах у складі національної збірної Угорщини. Провів у формі головної команди країни 21 матч, забивши 3 голи.
У складі збірної був учасником футбольного турніру на Олімпійських іграх 1924 року у Парижі.
Також зіграв сім матчів у складі збірної міста Будапешт у 1924—1926 роках.

## Кар'єра тренера
Розпочав тренерську кар'єру, ще продовжуючи грати на полі, 1930 року, очоливши тренерський штаб мадридського «Атлетіко».
1932 року став головним тренером команди «Спортінг», тренував лісабонський клуб два роки.
Згодом протягом 1934—1935 років очолював тренерський штаб клубу «Академіка».
1951 року прийняв пропозицію попрацювати у клубі «Вашаш». Залишив клуб з Будапешта 1952 року.
Протягом одного року, починаючи з 1955, був головним тренером команди «Дьйор».
Протягом тренерської кар'єри також очолював команди клубів «Жиул» (Петрошань), «Дороджі», «Сегеді Галадаш» та «Залаегерсег».
Останнім місцем тренерської роботи був клуб «Діошдьйор», головним тренером команди якого Рудольф Єні був протягом 1963 року.

## Титули і досягнення
МТК/«Хунгарія»:
- Чемпіон Угорщини: 1923–24, 1924–25
- Срібний призер Чемпіонату Угорщини: 1925–26, 1927–28
- Володар Кубка Угорщини: 1925
- Найкращий футболіст Угорщини 1924

| Дата       | Місто     | Господарі  | Результат | Гості     | Турнір               | Голи | Примітки |
| ---------- | --------- | ---------- | --------- | --------- | -------------------- | ---- | -------- |
| 05/10/1919 | Відень    | Австрія    | 2 – 0     | Угорщина  | товариський матч     | -    |          |
| 24/04/1921 | Відень    | Австрія    | 4 – 1     | Угорщина  | товариський матч     | -    |          |
| 06/11/1921 | Будапешт  | Угорщина   | 4 – 2     | Швеція    | товариський матч     | -    |          |
| 06/04/1924 | Будапешт  | Угорщина   | 7 – 1     | Італія    | товариський матч     | -    |          |
| 04/05/1924 | Будапешт  | Угорщина   | 2 – 2     | Австрія   | товариський матч     | -    |          |
| 18/05/1924 | Цюрих     | Швейцарія  | 4 – 2     | Угорщина  | товариський матч     | -    |          |
| 26/05/1924 | Париж     | Угорщина   | 5 – 0     | Польща    | ОІ 1924 - Qual.      | -    |          |
| 29/05/1924 | Сент-Уан  | Єгипет     | 3 – 0     | Угорщина  | ОІ 1924 - 1/8 фіналу | -    |          |
| 04/06/1924 | Гавр      | Франція    | 0 – 1     | Угорщина  | товариський матч     | -    |          |
| 31/08/1924 | Будапешт  | Угорщина   | 4 – 0     | Польща    | товариський матч     | -    |          |
| 14/09/1924 | Відень    | Австрія    | 2 – 1     | Угорщина  | товариський матч     | -    |          |
| 21/09/1924 | Будапешт  | Угорщина   | 4 – 1     | Німеччина | товариський матч     | -    |          |
| 25/03/1925 | Будапешт  | Угорщина   | 5 – 0     | Швейцарія | товариський матч     | 2    |          |
| 05/05/1925 | Відень    | Австрія    | 3 – 1     | Угорщина  | товариський матч     | -    |          |
| 21/05/1925 | Будапешт  | Угорщина   | 1 – 3     | Бельгія   | товариський матч     | 1    |          |
| 12/07/1925 | Стокгольм | Швеція     | 6 – 2     | Угорщина  | товариський матч     | -    |          |
| 19/07/1925 | Краків    | Польща     | 0 – 2     | Угорщина  | товариський матч     | -    |          |
| 20/09/1925 | Будапешт  | Угорщина   | 1 – 1     | Австрія   | товариський матч     | -    |          |
| 04/10/1925 | Будапешт  | Угорщина   | 0 – 1     | Іспанія   | товариський матч     | -    |          |
| 08/11/1925 | Будапешт  | Угорщина   | 1 – 1     | Італія    | товариський матч     | -    |          |
| 26/12/1926 | Порту     | Португалія | 3 – 3     | Угорщина  | товариський матч     | -    |          |
| Усього     |           | Матчів     | 21        |           | Голів                | 3    |          |